# Présidence de Warren G. Harding
29e président des États-Unis
Présidence de Woodrow Wilson Présidence de Calvin Coolidge
La présidence de Warren G. Harding débuta le 4 mars 1921, date de l'investiture de Warren G. Harding en tant que 29e président des États-Unis, et prit fin avec la mort de ce dernier le 2 août 1923. Membre du Parti républicain, Harding dirigea son pays dans les années qui suivirent la fin de la Première Guerre mondiale, à une époque où son parti dominait la vie politique nationale. À la suite de son décès, probablement dû à une crise cardiaque, son vice-président Calvin Coolidge lui succéda à la Maison-Blanche.
Harding entra en fonction après avoir remporté l'élection présidentielle de 1920 face au candidat démocrate James M. Cox, avec une majorité écrasante au suffrage populaire. Hostile aux réformes progressistes de son prédécesseur Woodrow Wilson, Harding favorisa des mesures conservatrices destinées à limiter l'intervention de l'État dans la sphère économique. En 1921, son secrétaire au Trésor Andrew Mellon fit adopter une loi sur les revenus qui diminuait massivement les impôts pour les contribuables les plus aisés, tandis que le président ratifia le Budget and Accounting Act qui formalisait pour la première fois le processus budgétaire et donnait naissance au Bureau du budget. Un autre aspect important de la politique intérieure de l'administration fut le tarif Fordney-Mac Cumber qui augmentait de façon significative les droits de douane.
Dans la première année de son mandat, Harding soutint le durcissement de la politique d'immigration avec l'entrée en vigueur de l’Emergency Quota Act. Il mit également son veto à une loi qui visait à octroyer une prime aux anciens combattants de la Première Guerre mondiale mais présida à la création du Bureau des vétérans. Il promulgua en outre une législation spécifique pour tenter de résorber la crise agricole et, avec l'aide de son secrétaire au Commerce Herbert Hoover, promut les nouvelles technologies telles que la radio ou l'aviation. 
La politique étrangère de Harding, dirigée par le secrétaire d'État Charles Evans Hughes, fut marquée par la conférence navale de Washington de 1921-1922, au cours de laquelle les principales puissances maritimes du globe convinrent d'un programme de désarmement naval. Harding nomma par ailleurs quatre juges conservateurs à la Cour suprême. Peu après sa mort, plusieurs membres de son gouvernement furent compromis dans des scandales dont le plus important fut peut-être celui du Teapot Dome ; en conséquence, et alors que Harding avait été, tout au long de son mandat, un des présidents les plus populaires de l'histoire du pays, son image se détériora à la suite de ces affaires et de la révélation de ses liaisons extraconjugales. Il est aujourd'hui considéré par les historiens et les politologues comme l'un des pires présidents de l'histoire américaine.

## Élection présidentielle de 1920

### Nomination du Parti républicain
Au début de l'année 1920, le général Leonard Wood, le gouverneur de l'Illinois Frank Lowden et le sénateur de Californie Hiram Johnson espéraient tous trois décrocher la nomination du Parti républicain en vue de l'élection présidentielle qui devait avoir lieu quelques mois plus tard. Un certain nombre de responsables du parti étaient cependant à la recherche d'une alternative et le nom du sénateur Warren G. Harding — en dépit de la réticence de l'intéressé — revenait avec insistance du fait de sa bonne assise électorale dans l'Ohio. Persuadé qu'aucun des candidats jusqu'alors déclarés n'était en mesure d'obtenir le nombre de délégués requis, le directeur de campagne d'Harding, Harry M. Daugherty, persuada celui-ci d'entrer dans la course à l'issue d'un entretien de plus de six heures. Conformément à la stratégie de Daugherty, Harding s'efforça de plaire aux différentes factions du parti afin d'accroître ses chances de succès si, comme cela était prévisible, le déroulement de la convention favorisait l'émergence d'une candidature de compromis. Daugherty s'arrangea également avec le magnat du pétrole Jake L. Hamon pour que la consigne que ce dernier avait donné à 18 délégués de l'Oklahoma de voter pour Lowden bénéficiât à Harding en cas d'échec de Lowden,.

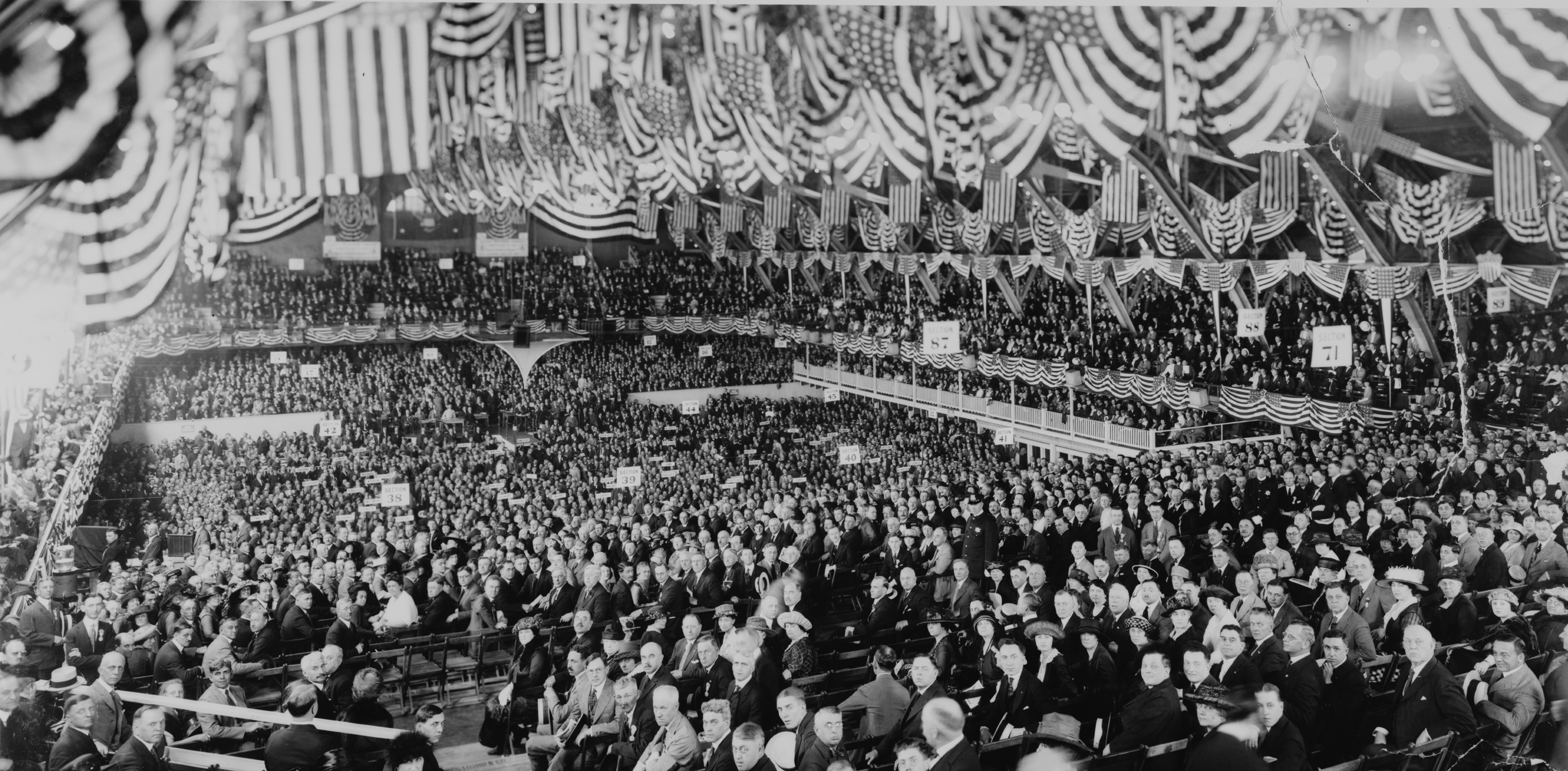
La convention nationale républicaine rassemblée à Chicago du 8 au 12 juin 1920.

À l'ouverture de la convention nationale républicaine en juin 1920, un sous-comité sénatorial comptabilisa les sommes dépensées par les différents candidats, avec le résultat suivant : 1,8 million de dollars pour Wood, 414 000 $ pour Lowden, 194 000 $ pour Johnson et 114 000 $ pour Harding. Le nombre de délégués qui s'étaient prononcés en faveur d'un candidat au démarrage de la convention était quant à lui de 124 pour Wood, 112 pour Johnson, 72 pour Lowden et 39 pour Harding. À ce stade, moins de la moitié des délégués avaient ouvertement fait part de leur choix et beaucoup s'attendaient à la désignation d'un candidat de compromis tel que le sénateur de Pennsylvanie Philander C. Knox, le sénateur du Massachusetts Henry Cabot Lodge ou encore l'ancien juge de la Cour suprême Charles Evans Hughes, qui avait été le candidat républicain malheureux à l'élection de 1916. Aucune majorité claire ne se dessinait cependant au bout de neuf tours de scrutin. Profitant de l'interruption pour la journée des travaux de la convention, les sénateurs républicains se réunirent avec d'autres dirigeants dans la salle 404 de l'hôtel Blackstone à Chicago pour s'entendre sur le choix d'un candidat. Les discussions se prolongèrent toute la nuit dans la fumée des cigares et aboutirent à la conclusion qu'Harding était le candidat le plus à même d'unifier le parti. Le jour suivant, Harding remporta la nomination au dixième tour de scrutin et le gouverneur du Massachusetts Calvin Coolidge fut désigné en tant que colistier.

### Scrutin général

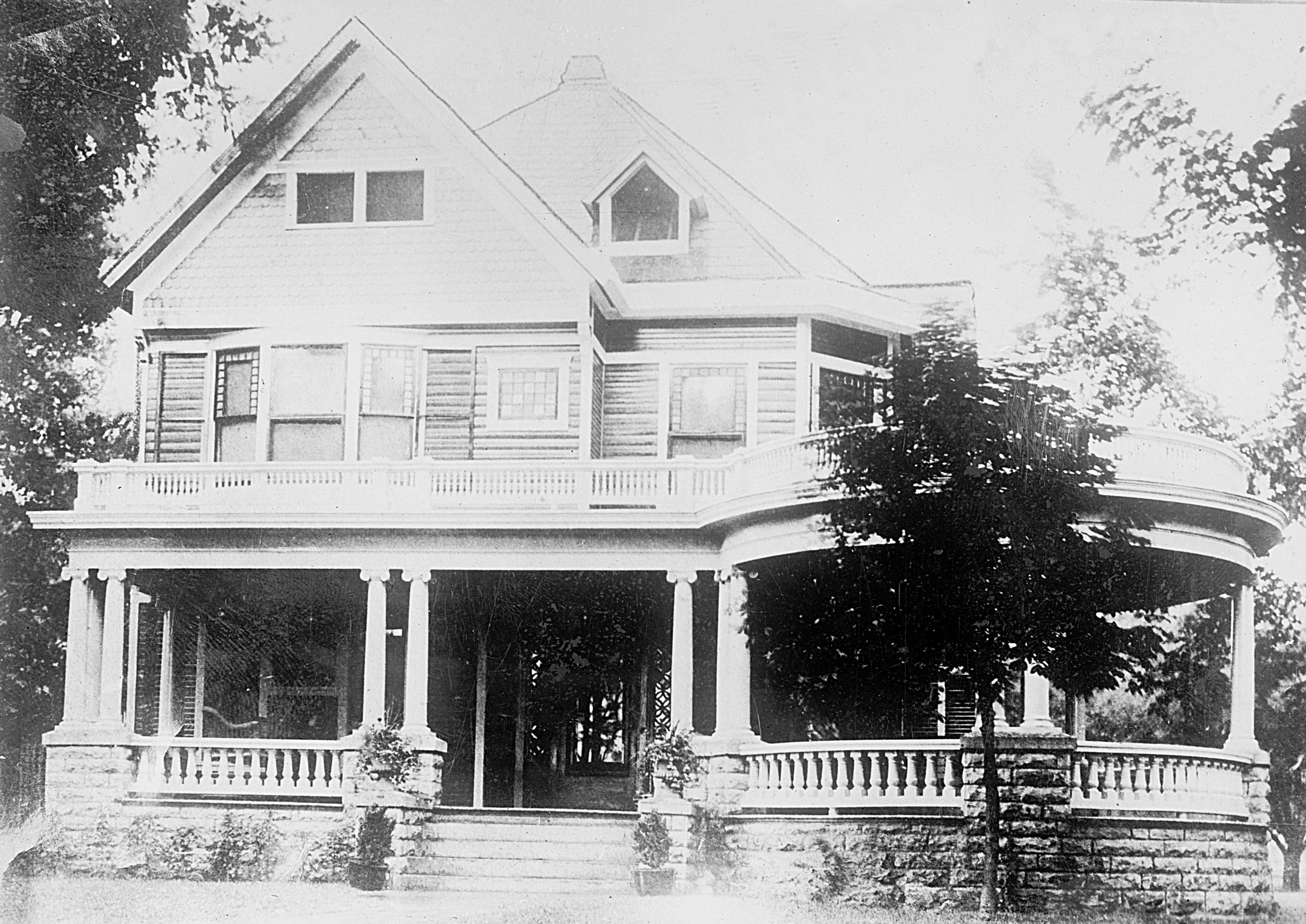
Maison de Warren Harding à Marion, dans l'Ohio, depuis laquelle le candidat républicain mena une « campagne de perron » en 1920.

Pour affronter Harding, les démocrates jetèrent leur dévolu sur le gouverneur de l'Ohio et homme de presse James M. Cox, qui ne fut choisi qu'après 44 tours de scrutin à la convention du parti. Harding rejeta les idéaux progressistes de l'administration Wilson au profit d'une défense du laissez-faire qui avait prévalu du temps de la présidence de William McKinley. Sa campagne fut ainsi marquée par la promesse d'un « retour à la normale » qui, à ses yeux, devait mettre fin à une ère entachée par la guerre, l'internationalisme et l'accroissement du pouvoir fédéral :

« Le besoin actuel de l'Amérique n'est pas l'héroïsme, mais la guérison ; pas les remèdes miracles, mais la normalité ; pas la révolution, mais la restauration ; pas l'agitation, mais l'ajustement ; pas la chirurgie, mais la sérénité ; pas le drame, mais la tranquillité ; pas l'expérimentation, mais l'équilibre ; pas l'immersion dans l'internationalité, mais le maintien dans la nationalité triomphante. »

L'élection de 1920 fut la première où les femmes américaines purent voter à l'échelle nationale, ainsi que la première à être retransmise par la radio. Sous la direction d'Albert Lasker, les républicains orchestrèrent une vaste campagne publicitaire qui ― chose inédite pour un scrutin présidentiel ― faisait appel à des techniques de propagande modernes. À travers les films d'actualités, les projections cinématographiques, les enregistrements sonores, l'affichage public, les journaux ou encore les magazines, Lasker s'ingénia à mettre en avant le patriotisme et l'affabilité de son candidat. De plus, cinq mille orateurs furent formés par le publicitaire Harry New et envoyés dans tout le pays afin de s'exprimer au nom du sénateur de l'Ohio. Le démarchage téléphonique fut également mis à contribution tandis que, sur une idée de Lasker, 8 000 photos d'Harding et de sa femme furent diffusées toutes les deux semaines dans le pays. Les agriculteurs reçurent de leur côté des brochures qui critiquaient le bilan agricole des démocrates alors que les Afro-Américains et les femmes firent aussi l'objet de documentations ciblées dans le but d'affaiblir le camp adverse. Par ailleurs, des célébrités comme Al Jolson ou Lillian Russell apportèrent leur soutien à Harding et se rendirent dans de nombreux points des États-Unis pour plaider en sa faveur.

Résultats de l'élection présidentielle américaine de 1920.

Le jour du scrutin, Harding remporta une victoire écrasante avec 404 votes de grands électeurs contre 127 pour Cox. Le candidat républicain rafla en outre 60 % des suffrages populaires, soit le plus haut pourcentage jamais observé jusqu'alors, loin devant Cox qui n'obtint que 34 % des voix. Le candidat du Parti socialiste Eugene V. Debs, qui avait fait campagne depuis une prison fédérale, rassembla 3 % du vote national. L'écart qui séparait Harding de son rival démocrate au suffrage populaire (26,2 %) était le plus important depuis l'élection de James Monroe en 1820. Le sénateur de l'Ohio arriva en tête dans tous les États à l'exception du Solid South ; en outre, sa victoire dans le Tennessee fit de lui le premier républicain à remporter un ancien État confédéré depuis la fin de la Reconstruction. Lors des élections législatives qui se déroulèrent à la même période, les républicains progressèrent de 63 sièges à la Chambre des représentants. Quoique en position de force au Congrès, le Grand Old Party était divisé en plusieurs factions, parmi lesquelles un bloc agricole indépendant en provenance du Midwest.

## Investiture

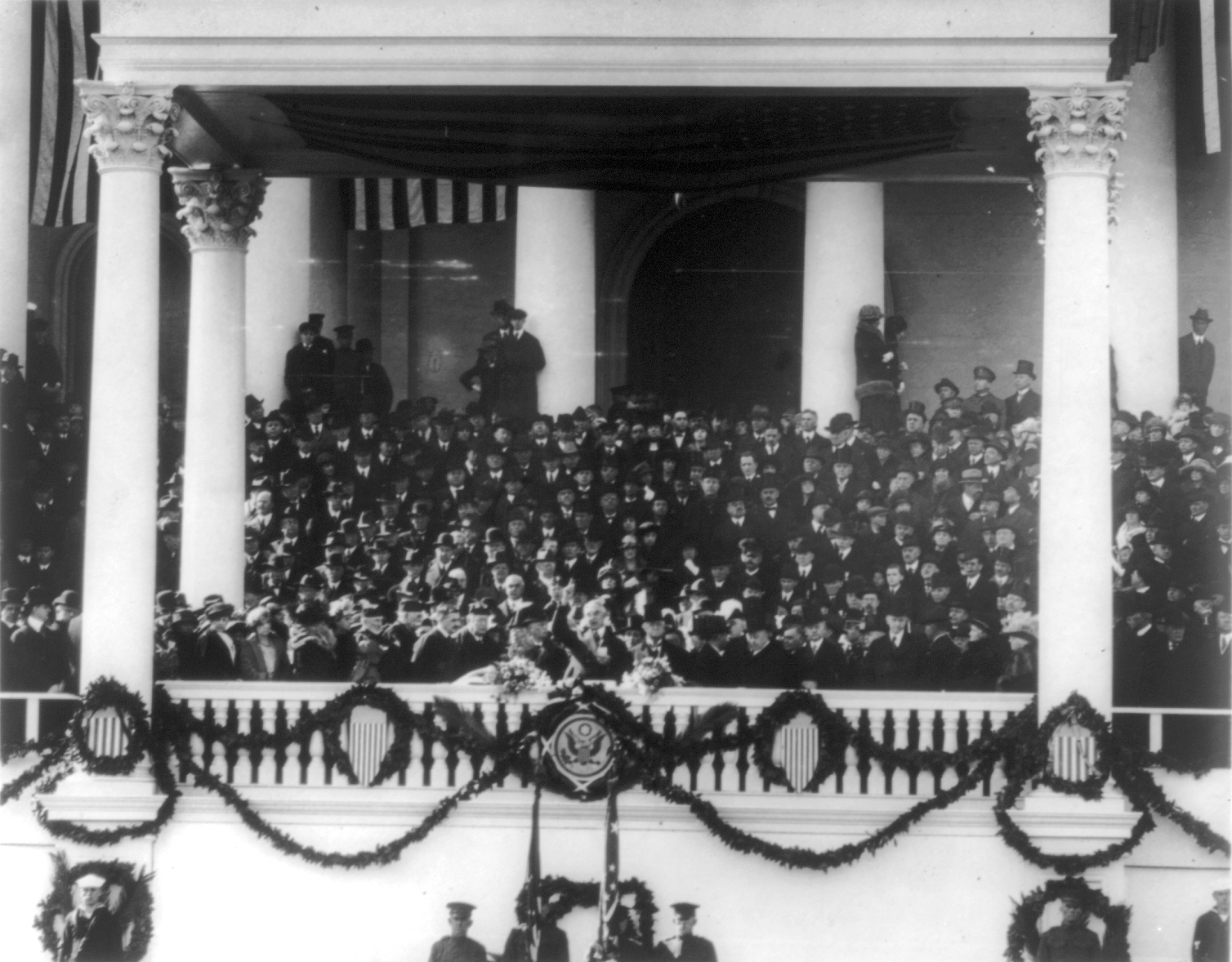
Investiture de Warren G. Harding le 4 mars 1921.

Harding fut assermenté en tant que président le 4 mars 1921, devant le portique est du Capitole. Le serment présidentiel fut administré par le juge en chef Edward Douglass White et Harding utilisa la Bible utilisée lors de la première investiture de George Washington en 1789. Ce fut la première fois qu'un président se rendit en automobile à son inauguration. Dans son discours, Harding évoqua de nouveau les thèmes qu'il avait abordés au cours de sa campagne : 

« Mes compatriotes : lorsque quelqu'un regarde le monde autour de lui après la grande tempête, en repérant les marques de destruction et se réjouissant pourtant de la robustesse des choses qui ont su résister, s'il est américain, il respire l'atmosphère clarifiée avec un étrange mélange de regret et d'espoir renouvelé. […] Notre penchant le plus dangereux est de trop exiger du gouvernement et, en même temps, d'en faire trop peu pour lui. »

## Composition du gouvernement
Pour la composition de son cabinet, qui rassembla en tout dix ministres, Harding fit appel à d'éminentes personnalités de la vie politique. L'ancien juge de la Cour suprême Charles Evans Hughes hérita du département d'État, alors que le président de la commission des relations étrangères du Sénat Henry Cabot Lodge avait suggéré à Harding de nommer Elihu Root ou Philander C. Knox à ce poste. Henry C. Wallace, un journaliste de l'Iowa qui avait joué un rôle actif dans la campagne d'Harding en tant que spécialiste des questions agricoles, devint secrétaire à l'Agriculture. Après le refus de Charles G. Dawes de prendre la tête du département du Trésor, le président, sur le conseil du sénateur Boies Penrose, jeta son dévolu sur Andrew Mellon, un milliardaire originaire de Pittsburgh ; enfin, Herbert Hoover, qui avait dirigé la Food Administration sous la présidence de Wilson, fut choisi pour être secrétaire au Commerce.
Réticent à faire appel au populaire général Leonard Wood pour exercer les fonctions de secrétaire à la Guerre, Harding lui préféra l'ex-sénateur du Massachusetts John W. Weeks, qui bénéficiait du soutien de Lodge. Le ministère du Travail fut confié à James J. Davis qui présentait l'avantage, aux yeux du président, d'être plutôt en bons termes avec le monde du travail tout en étant un adversaire du chef syndicaliste Samuel Gompers. Will H. Hays, le président du comité national républicain, fut nommé ministre des Postes. Pour le remercier de son attitude lors de la convention républicaine de 1920, Harding offrit le département de la Marine à Frank Lowden mais celui-ci déclina le poste qui échut en définitive à l'ancien représentant Edwin Denby du Michigan. Le portefeuille de l'Intérieur fut quant à lui attribué au sénateur du Nouveau-Mexique Albert B. Fall, qui entretenait d'excellentes relations avec Harding depuis que les deux hommes avaient siégé ensemble au Sénat.
Même si Harding s'était engagé à réunir les « meilleurs cerveaux » au sein de son cabinet, il n'oublia pas ceux qui l'avaient aidé à se faire élire. Le chef de file de la Ligue anti-saloon Wayne Wheeler fut ainsi autorisé par le président à sélectionner les membres de la Commission sur la prohibition. En outre, Harry M. Daugherty fut élevé au rang de procureur général parce qu'Harding lui était reconnaissant d'avoir dirigé sa campagne. Après l'élection, de nombreux individus liés au gouvernement s'installèrent à Washington, D.C. dans une petite maison verte sur K Street et devinrent célèbres sous le nom de « gang de l'Ohio », même si peu d'entre eux étaient originaires de cette région. Les accusations de corruption ne tardèrent pas à submerger le ministère de la Justice dans la mesure où des dizaines de milliers de caisses de whisky étaient saisies par la contrebande en échange de pots-de-vin. Les scandales politico-financiers qui mirent en cause des membres du « gang » ainsi que des proches du président, conjugués aux controverses relatives à la vie privée d'Harding, dégradèrent fortement l'image de celui-ci tout en remisant le bilan de son administration au second plan.

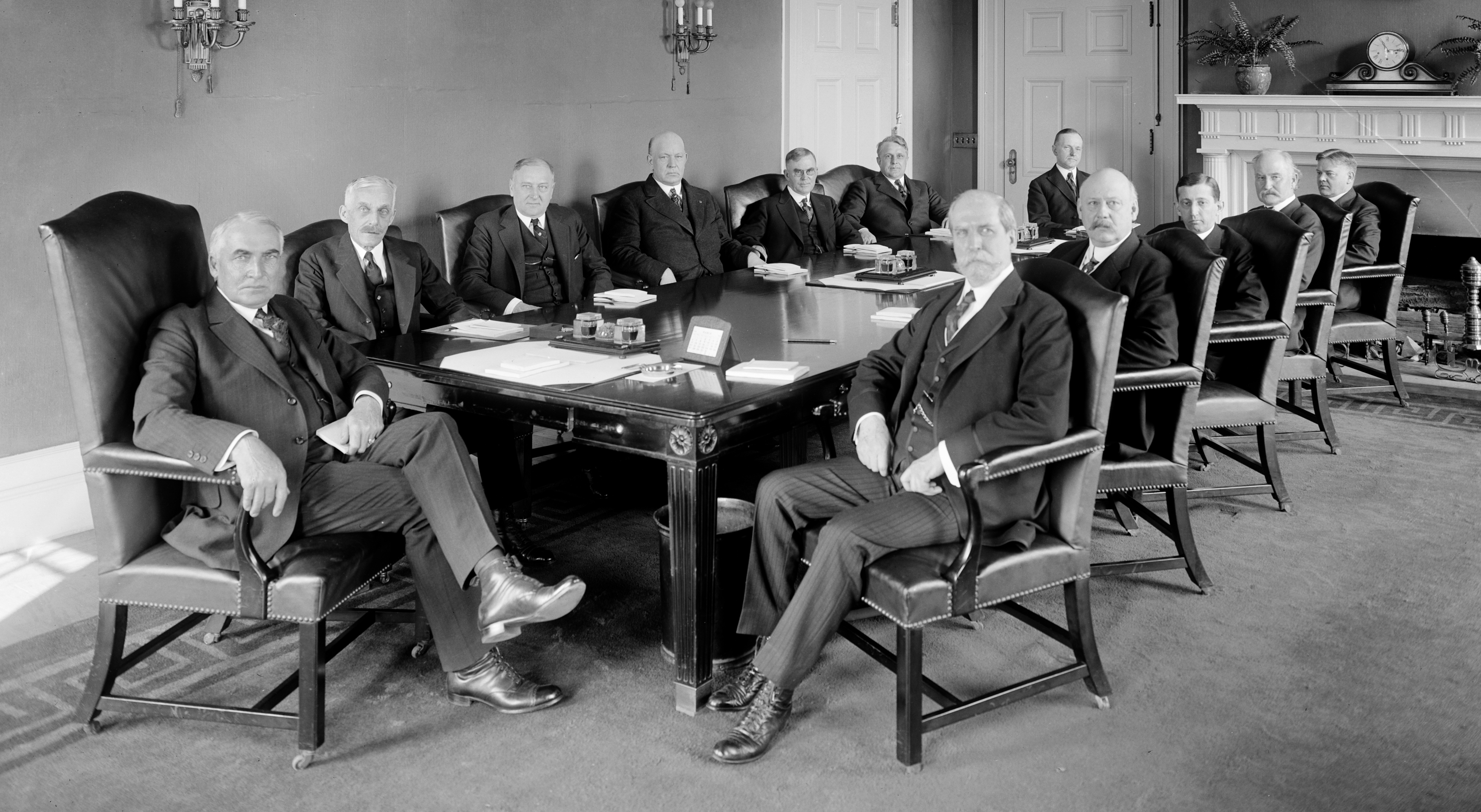
Le premier cabinet Harding en 1921. En partant de la gauche : le président Harding, le secrétaire au Trésor Andrew Mellon, le procureur général Harry M. Daugherty, le secrétaire à la Marine Edwin Denby, le secrétaire à l'Agriculture Henry C. Wallace, le secrétaire au Travail James J. Davis, le secrétaire d'État Charles Evans Hughes, le vice-président Calvin Coolidge, le secrétaire à la Guerre John W. Weeks, le ministre des Postes Will H. Hays, le secrétaire à l'Intérieur Albert B. Fall et le secrétaire au Commerce Herbert Hoover.

## Nominations judiciaires
Harding nomma quatre juges à la Cour suprême des États-Unis. Après la mort du juge en chef Edward Douglass White en mars 1921, l'ex-président William Howard Taft convainquit Harding de le désigner en remplacement de White et rejoignit la Cour en juin de la même année. Harding nomma ensuite George Sutherland, un ancien sénateur conservateur de l'Utah qui avait soutenu la campagne présidentielle de Taft en 1912 et celle d'Harding en 1920 ; il intégra la Cour après la démission du juge John Hessin Clarke en septembre 1922. Deux vacances supplémentaires se produisirent au sein de la Cour durant l'année 1923 avec la mort de William R. Day et le départ de Mahlon Pitney. Sur le conseil de Taft, Harding fit appel au démocrate conservateur Pierce Butler, un avocat des chemins de fer, pour succéder à Day. Des sénateurs progressistes tels que Robert M. La Follette tentèrent de s'opposer à cette nomination mais Butler fut néanmoins confirmé. Enfin, à la suite d'une recommandation du procureur général Daugherty, Harding remplaça Pitney par le juge d'appel fédéral Edward Terry Sanford du Tennessee. Forte de ces nouvelles nominations, la cour Taft confirma les décisions prises sous la précédente ère Lochner dans des arrêts qui reflétaient largement ses penchants conservateurs.